# William Robert Smith

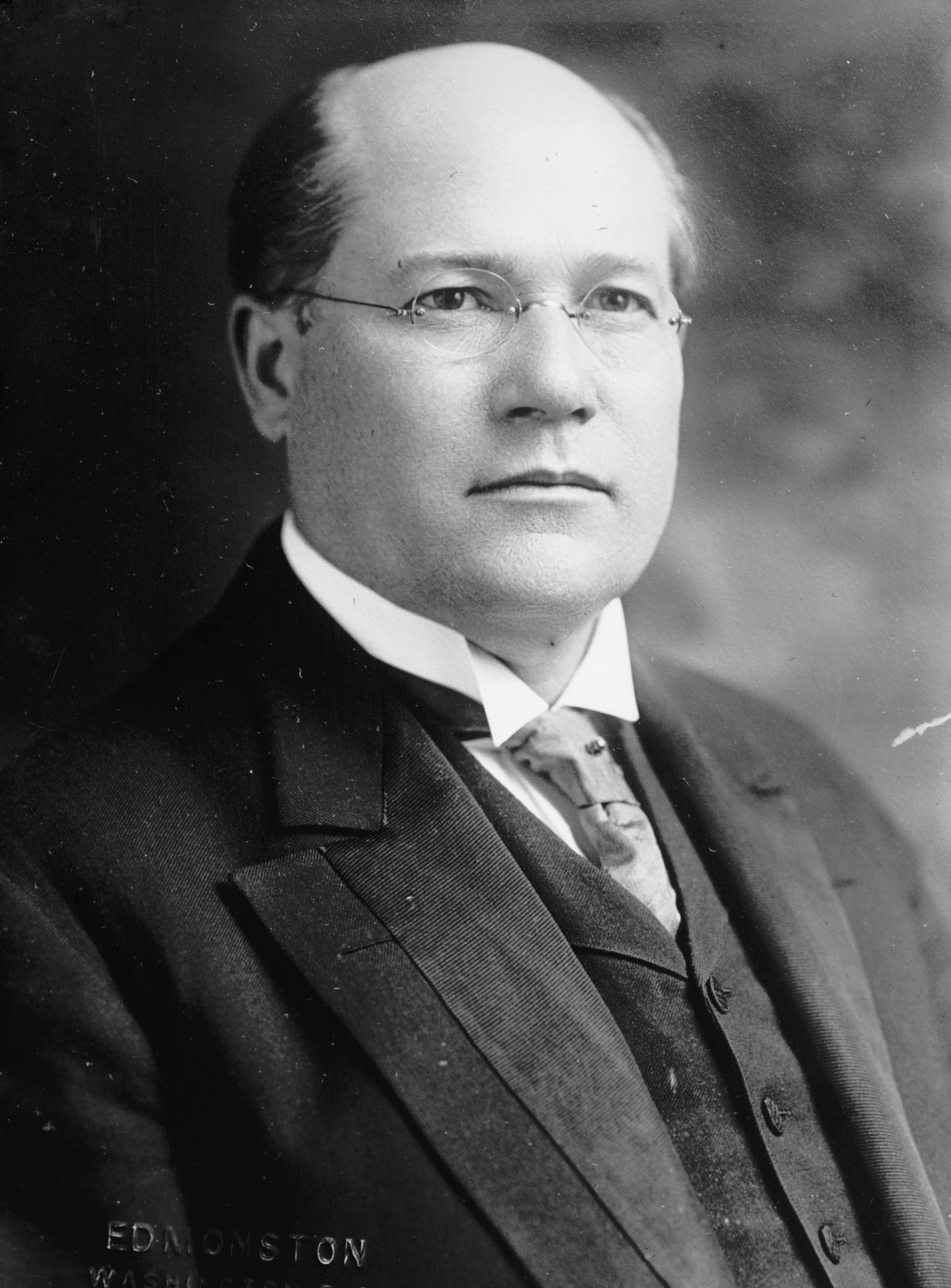
William Robert Smith

William Robert Smith (* 18. August 1863 bei Tyler, Texas; † 16. August 1924 in El Paso, Texas) war ein US-amerikanischer Jurist und Politiker. Zwischen 1903 und 1917 vertrat er den Bundesstaat Texas im US-Repräsentantenhaus; später wurde er Bundesrichter am Bundesbezirksgericht für den westlichen Distrikt von Texas. 

## Werdegang
William Smith besuchte die öffentlichen Schulen seiner Heimat und das Sam Houston Normal Institute in Huntsville. Nach einem anschließenden Jurastudium und seiner 1885 erfolgten Zulassung als Rechtsanwalt begann er in Tyler in diesem Beruf zu arbeiten. Im Jahr 1888 verlegte er seinen Wohnsitz und seine Anwaltskanzlei nach Colorado im Bastrop County. Zwischen 1897 und 1903 fungierte Smith als Richter im 32. Gerichtsbezirk von Texas. Gleichzeitig schlug er als Mitglied der Demokratischen Partei eine politische Laufbahn ein.
Bei den Kongresswahlen des Jahres 1902 wurde Smith im damals neu eingerichteten 16. Wahlbezirk von Texas in das US-Repräsentantenhaus in Washington, D.C. gewählt, wo er am 4. März 1903 sein neues Mandat antrat. Nach sechs Wiederwahlen konnte er bis zum 3. März 1917 sieben Legislaturperioden im Kongress absolvieren. Ab 1911 war er Vorsitzender des Ausschusses, der sich mit Bewässerungsfragen befasste. Im Jahr 1913 wurden der 16. und der 17. Verfassungszusatz ratifiziert.
Im Jahr 1916 wurde William Smith von seiner Partei nicht mehr zur Wiederwahl nominiert. Nach dem Ende seiner Zeit im US-Repräsentantenhaus zog er nach El Paso, wo er wieder als Anwalt praktizierte. Ab dem 12. April 1917 war er Richter am United States District Court for the Western District of Texas. Dieses Amt bekleidete er bis zu seinem Tod am 16. August 1924 in El Paso. Sein Nachfolger wurde Charles Albert Boynton.